# Lollius pryeri
Lollius pryeri är en insektsart som beskrevs av William Lucas Distant 1910. Lollius pryeri ingår i släktet Lollius och familjen sköldstritar. Inga underarter finns listade i Catalogue of Life.